# Багряний павук
Багряний павук (англ. Scarlet Spider) — псевдонім кількох вигаданих персонажів з коміксів американського видавництва Marvel Comics, зокрема Бена Рейлі та Кейна Паркера, які є генетичними копіями супергероя Людини-павука.
Обидва втілення Багряного павука — Бена Рейлі та Кейна Паркера — з'являться в анімаційному фільмі «Людина-павук: Крізь Всесвіт».

## Вигадана біографія

### Бен Рейлі
Бенджамін «Бен» Рейлі, клон оригінальної Людини-павука, створений Шакалом, є першою основною версією Багряного павука.

### Пітер Паркер
Щоб продовжити свою супергеройську діяльність, Пітер Паркер був змушений використовувати особистість Багряного павука через те, що всі його костюми Людини-павука були зіпсовані, в той час, як Бен Рейлі прикидався ним у в'язниці.

### Джо Вейд
Джозеф «Джо» Вейд — єдиний суперлиходій, який діяв під псевдонімом Багряний павук. Агент ФБР під прикриттям, має завдання розслідувати справу другого Доктора Восьминога. Однак Доктор Восьминіг виявляє Джо і замикає його тіло в камері віртуальної реальності, а потім використовує його думки для створення голографічної копії Багряного павука, щоб заплямувати його ім'я. Попри це, Джо не в змозі зупинити себе від вчинення актів насильства. Справжній Багряний павук (Бен Рейлі) атакує лігво Доктора Восьминога, пошкоджуючи машину, поки Джо все ще перебуває всередині. Це перетворило Джо на механізовану версію Багряного павука з надлюдською силою і швидкістю, кігтями на кінчиках пальців, здатністю стріляти павутиною з зап'ясть, повзати по стінах і стріляти лазерними «жалами» з очей. Після того, як самозванець починає лютувати, друга Людина-павук (Бен Рейлі) об'єднує зусилля з Новими воїнами, щоб зупинити кібернетичного Багряного павука до того, як ФБР візьме його під варту, щоб Джо міг пройти медичне лікування для видалення технології.

### Багряні павуки (Червона команда)
Багряні павуки, таємно всі клони Майкла Ван Патріка, працюють з Ініціативою і носять вдосконалені версії обладунків Залізного павука.

### Каїн Паркер
Кейн Паркер, клон оригінальної Людини-павука, також створений Шакалом, є п'ятою основною версією Багряного павука.

## Інші версії

### MC2
В альтернативному майбутньому MC2 Феліціті Гарді, донька Феліції Гарді та Флеша Томпсона, приймає ім'я Багряного павука, щоб роздратувати свою матір. Вона намагається переконати Дівчину-павука взяти її в напарниці, але та відмовляється. Попри це, вона продовжує боротися зі злочинністю, поки кілька разів не опиняється на межі життя і смерті, що змушує її відмовитися від цього образу. Хоча вона не має реальних здібностей, вона добре володіє бойовими мистецтвами та гімнастикою, а також використовує різноманітну зброю на тему павуків.

### Ґвен-павук
Мері Джейн Вотсон зі всесвіту Ґвен-павук на Гелловін одягається як Багряний павук.